# Шляхове (Василівський район)
Шляхове (до 2016 — Шлях Ілліча) — село в Україні, у Благовіщенській сільській громаді Василівського району Запорізької області. Населення становить 40 осіб. До 2017 року орган місцевого самоврядування — Благовіщенська сільська рада.

## Географія
Село Шляхове розташоване на лівому березі Каховського водосховища (р. Дніпро), вище за течією на відстані 6 км розташоване село Балки, нижче за течією на відстані 1 км розташоване село Благовіщенка.

## Історія
Село засноване 1928 року.
У 2015 році було внесено до переліку населених пунктів, які потрібно було перейменувати відповідно із законом України «Про засудження комуністичного та націонал-соціалістичного (нацистського) тоталітарних режимів в Україні та заборону пропаганди їхньої символіки». У 2016 році село Шлях Ілліча перейменоване в Шляхове. 
14 вересня 2017 року Благовіщенська сільська рада, в ході децентралізації, об'єднана з Благовіщенською сільською громадою.
17 липня 2020 року, в результаті адміністративно-територіальної реформи та ліквідації Кам'янсько-Дніпровського району, село увійшло до складу Василівського району.